# 穆罕默德·伊本·阿什阿特
穆罕默德·伊本·阿什阿特是阿拔斯王朝开国功臣，后历任王朝地方总督。

## 生平
穆罕默德在阿拔斯革命前是一位副纳基卜 。随着阿拔斯革命的进行，阿布·穆斯林先后任命穆罕默德为Tabasayn、法尔斯、克尔曼总督。 755年，他参与了镇压雷伊的Sunpadh暴动，次年镇压了Jawhar ibn Marar的暴动（原始记载混淆，穆罕默德可能只参与了其中一次）。
758/9年，他被任命为埃及总督至760/1年，并随后前往西部镇压伊夫起亚的伊巴德派 根据马穆鲁克史家萨法迪记载，穆罕默德·伊本·阿什阿特在哈里发曼苏尔时期，担任过大马士革总督。766年，穆罕默德死于一次针对东罗马帝国的夏季作战。

## 家庭
儿子：
贾法尔，任哈伦·拉希德的sahib al-shurta以及呼罗珊总督
纳斯尔，历任巴基斯坦和信德总督